# Nassarius concinnus
Nassarius concinnus is een slakkensoort uit de familie van de Nassariidae. De wetenschappelijke naam van de soort is voor het eerst geldig gepubliceerd in 1835 door Powys.